# Olivais (métro de Lisbonne)
Pour les articles homonymes, voir Olivais.
Olivais est une station du métro de Lisbonne sur la ligne rouge.